# Руслиця
Руслиця (Elatine L.) — рід водяних дрібних однорічних рослин, з родини руслицевих.

## Поширення

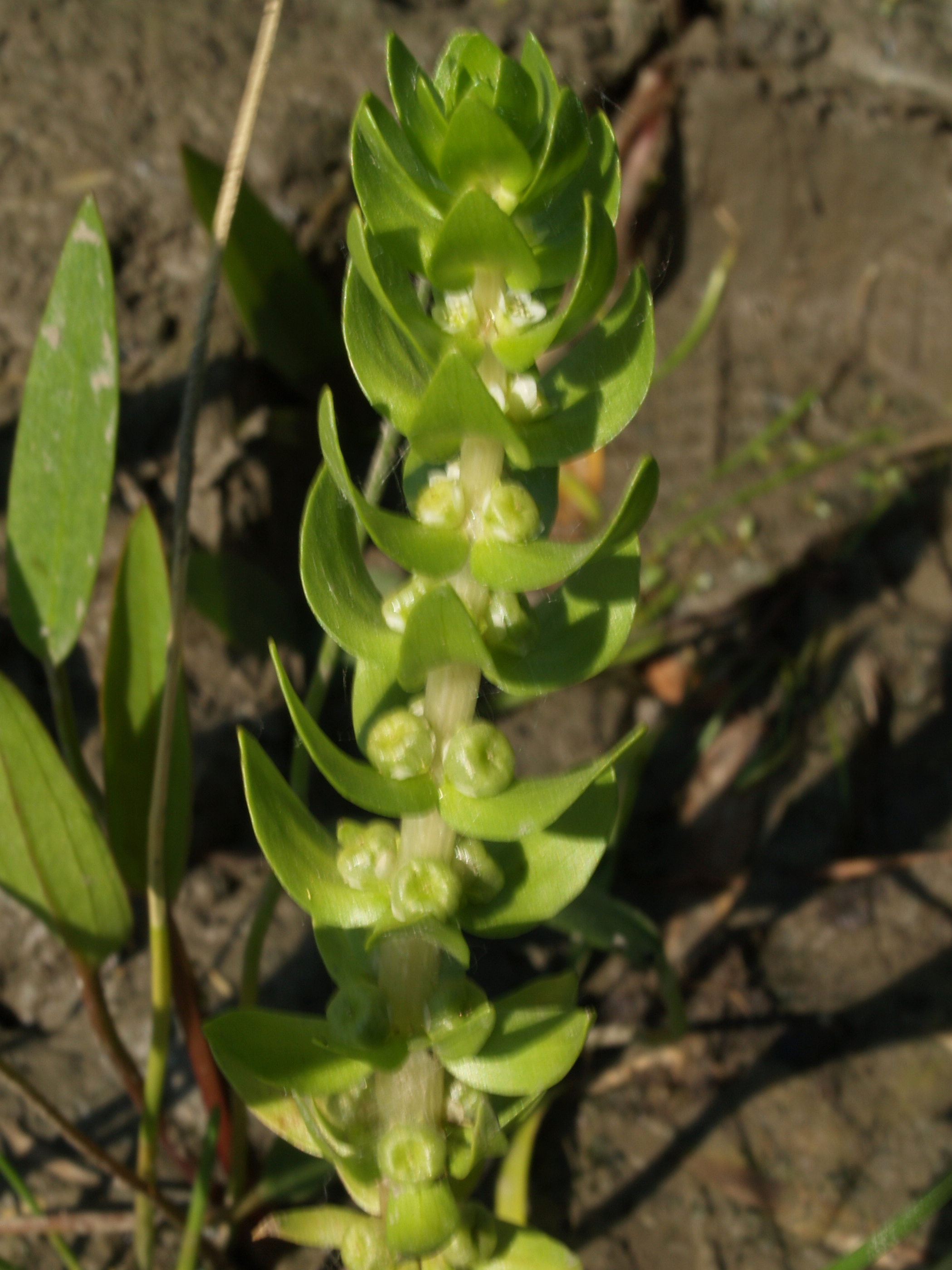
Руслиця кільчаста

### Поширення в Україні
В Україні — 3 місцеві види, що ростуть у мілких озерах, стоячих водоймищах, на болотах та в подах тощо, а саме:
- Руслиця перцева — водяний перець (Е. hydropiper L. = Е. schkuhriana Hayne);
- Руслиця кільчаста (Е. alsinastrum L.) — здебільша по ріках Дніпру та Дінцю, зрідка по Дністру;
- Руслиця угорська (Е. hungarica Moeszi), дрібна рослина (лише на півд. в подах).
  - Руслиця сумнівна (E. ambigua Wight) — інтродукований до України вид.